# Xidi
Xidi (in cinese: 西递, Xīdì, letteralmente Accampamento occidentale), è un villaggio che si trova nella provincia di Anhui, in Cina, dichiarato patrimonio dell'umanità dall'UNESCO nel 2000 insieme all'altro villaggio di Hongcun.
Esso venne costruito durante il regno dell'imperatore Huangyou, nel periodo della Dinastia Song, e originariamente era chiamato Xichuan (Fiume occidentale) a causa dei corsi d'acqua che scorrono nei pressi del villaggio. Il fiorire del villaggio fu strettamente connesso alla fortuna della famiglia Hu, i cui componenti cominciarono a dedicarsi al commercio nel 1465 e presto iniziarono la costruzione di edifici pubblici e privati. A partire dalla metà del XVII secolo l'influenza della famiglia divenne anche politica, contribuendo ulteriormente alla crescita della prosperità del villaggio nei secoli XVIII e XIX. Al momento del massimo splendore, nel villaggio vi erano circa 600 abitazioni.
La disposizione stradale di Xidi è dominata da una strada principale che si sviluppa secondo l'asse nord-est ed è affiancata da due strade parallele. Queste strade principali sono connesse l'un l'altra da molte piccole stradine. Gli spazi aperti, come le piazze, sono confinati di fronte agli edifici pubblici, e sono perlopiù di piccole dimensioni.
Oggi il villaggio è meta di un forte turismo, attratto dalle 124 abitazioni in legno in ottimo stato di conservazione, risalenti alle dinastie Ming e Qing, con le loro splendide sculture.